# サングラス

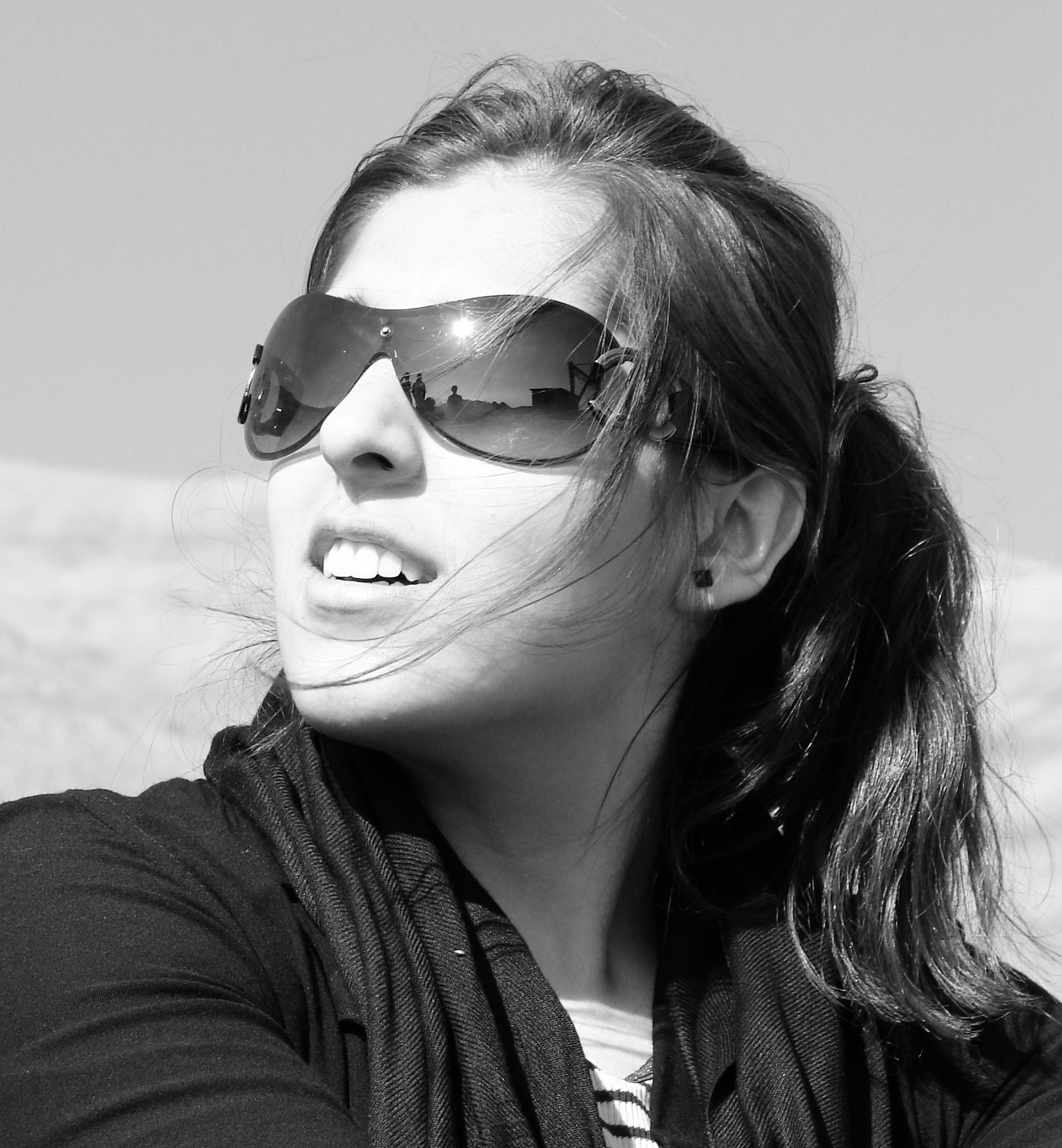
サングラスをかけた女性

サングラス（英語: sunglasses）とは、日差しや強い照明から眼を守るために着用する保護眼鏡のこと。眩しさや紫外線などを低減するために着用する。
白人は、日光から健康被害を受けやすいため、瞳を日光から守るという健康上の理由でよく使う。オゾンホールの影響で紫外線が強いオーストラリアやニュージーランドなどでは、児童がかける事も珍しくない。日光が強い地域に住居を置く人や、長時間まぶしい光にさらされ易い自動車での運送などの業務上の対策で、目の保護と負担を減らすために使用が推奨されている。目元が隠れるという付随効果もあるため、視覚障がい者が見た目に特異な目を隠すためにサングラスを着用することも一般的である。
黒眼鏡、色眼鏡やグラサンなどとも言う。黒眼鏡の語は、年配の世代で用いられることが多い。なお、色眼鏡は、「予断」「偏見」「先入観」の比喩として用いられることもある。

## 概要
黒っぽい色がついているものが主で、マジックミラーを用いたもの（ミラーグラス）もある。外から不透明に見えるものがサングラスに分類されることが多く、黒っぽくない色や透明度が高いものは伊達眼鏡に分類されることもある。
偏光フィルターを用いたものは偏光(ポラライズド)グラスと呼ばれ、水面や雪面で反射して来た光を選択的に反射でき、スポーツや釣りなどの際に使用される（波からの反射を防ぐので水中が見通せる）。基本的にミラーグラスでもあるが、反射防止コートにより反射を軽減させたものもある。
色が濃いほど紫外線を低減する能力が高いとは限らない。透明でもUVカット加工を施した眼鏡がある。色が濃く視界が暗いと瞳孔が開き、サングラスと顔の隙間から入った紫外線が眼球内に届きやすくなるため好ましくないともされるが、この言説に対しては、屋外の太陽光は濃いサングラス越しでも瞳孔を閉じさせるに十分だし、顔とサングラスの隙間から紫外線が入るのならば、同じ隙間から入る可視光線で瞳孔が閉じるので、現実にはほとんど心配する必要はないとする反論もある。眼鏡の専門学校であるワールド・オプティカル・カレッジの提供するサイトでは、濃いサングラスをかけると薄いサングラスをかけるより僅かに多い紫外線が眼に入る可能性があるが、勘違いしてならないのはそれでもサングラスをかけていないときよりは圧倒的に紫外線が減ることだとしている。
溶接や雪山登山に伴う強い紫外線は別として、日常生活で浴びる紫外線までカットすべきかを問う声もある。紫外線に近い可視光線であるバイオレットライトに近視の進行を抑制する効果が確認されたことから、眼鏡や窓ガラスの紫外線カットは波長の近いバイオレットライトまでカットしてしまい近視を招くとするものである。さらには、紫外線そのものに近視抑制効果があるとする説もある。

## 日本での規格
日本では家庭用品品質表示法の適用対象とされており、雑貨工業品品質表示規程に定めがある。
日本の雑貨工業品品質表示規程ではサングラスの規格を「屈折力がいかなる経線においてもマイナス〇・一二五ディオプトリから〇・一二五ディオプトリまでの範囲内であり、かつ、任意のいかなる二経線間の屈折力の差が〇・一二五ディオプトリ以下であって、平行度が〇・一六六プリズムディオプトリ以下のもの」としている。さらにはサングラスの項に掲げる区分に該当するもののうち、偏光度が九十パーセント以上であるもので偏光軸のずれが十五度以下であるものを「偏光サングラス」と定義している。
日本の雑貨工業品品質表示規程では「サングラス」の規格を満たさないものは「ファッション用グラス」に区分している。

## 歴史

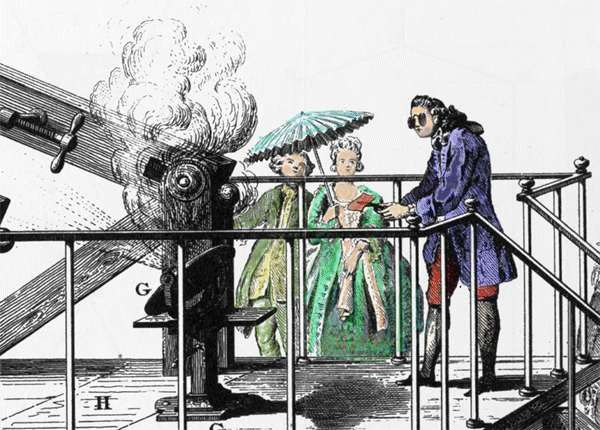
実験のために目を保護するサングラスをかけたアントワーヌ・ラヴォアジエ（1752年）

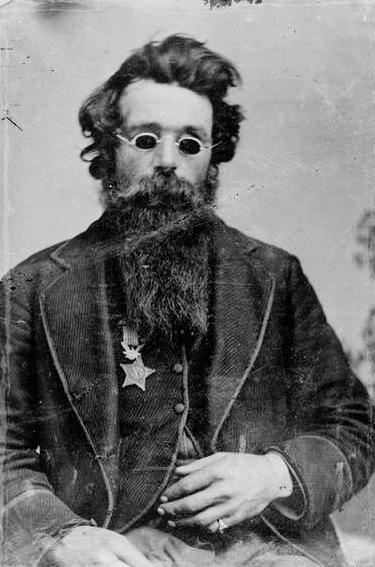
盲目を隠すためにサングラスをかけた:en:Jefferson Coates（1870年）

サングラスの起源は明らかでない。古代ローマ皇帝ネロ（在位54～68）も円形闘技場の催しを観戦する際に、エメラルドのレンズを入れた眼鏡を使っていたとされる。
12世紀頃の中国では、スモーキークォーツを使用した黒っぽい眼鏡を裁判官が判決前の表情を隠すために着用していた。
19世紀末の書籍によれば、視力を失った盲人が見た目に見苦しくなった目を隠すためにサングラスを着用することは当時から一般的であった。
中国最後の皇帝で有名な愛新覚羅溥儀は黒っぽい丸眼鏡を愛用していたことで知られた。
最初の安価な大量生産品は、1929年にアメリカ人事業家のサム・フォスターによってもたらされた。
大衆ファッションとして定着するのは、欧米では1920年代に映画俳優などを中心に広まり、1930年代にはビーチなどでサングラスをかけることが普通になり、徐々にファッションのアクセサリーの一部となっていった。

## 派生的な用法
本来は外出時に着用されることを想定した製品だが、目元が隠れるという付随効果があるため、失明により視線が定まらなくなった人が視線を隠す目的で、あるいは目元に傷を負っている人が患部を隠す目的でかける場合もある。目元を隠すことで人相を判別しがたくしたり見る者に威圧感を与えたりもできる。また、アメリカ合衆国シークレットサービスなどで要人擁護・警備などの必要上、装用者がどこを見ているか、その視線を隠す目的で用いられることもある。
また、日本では著名人が他人の注目を集めたくない場面で掛けることも多い。その逆に、マスメディアに登場する際に常にサングラスを着用する著名人の場合は、私生活ではサングラスを外すことでその人物であることに気づかれなくなり、注目を避けることができる。
映画や漫画、ゲームでは、盲人やヤクザやマフィアの記号的な表現としてサングラスを着用した人物が設定される例が多い。

## 特殊なサングラス

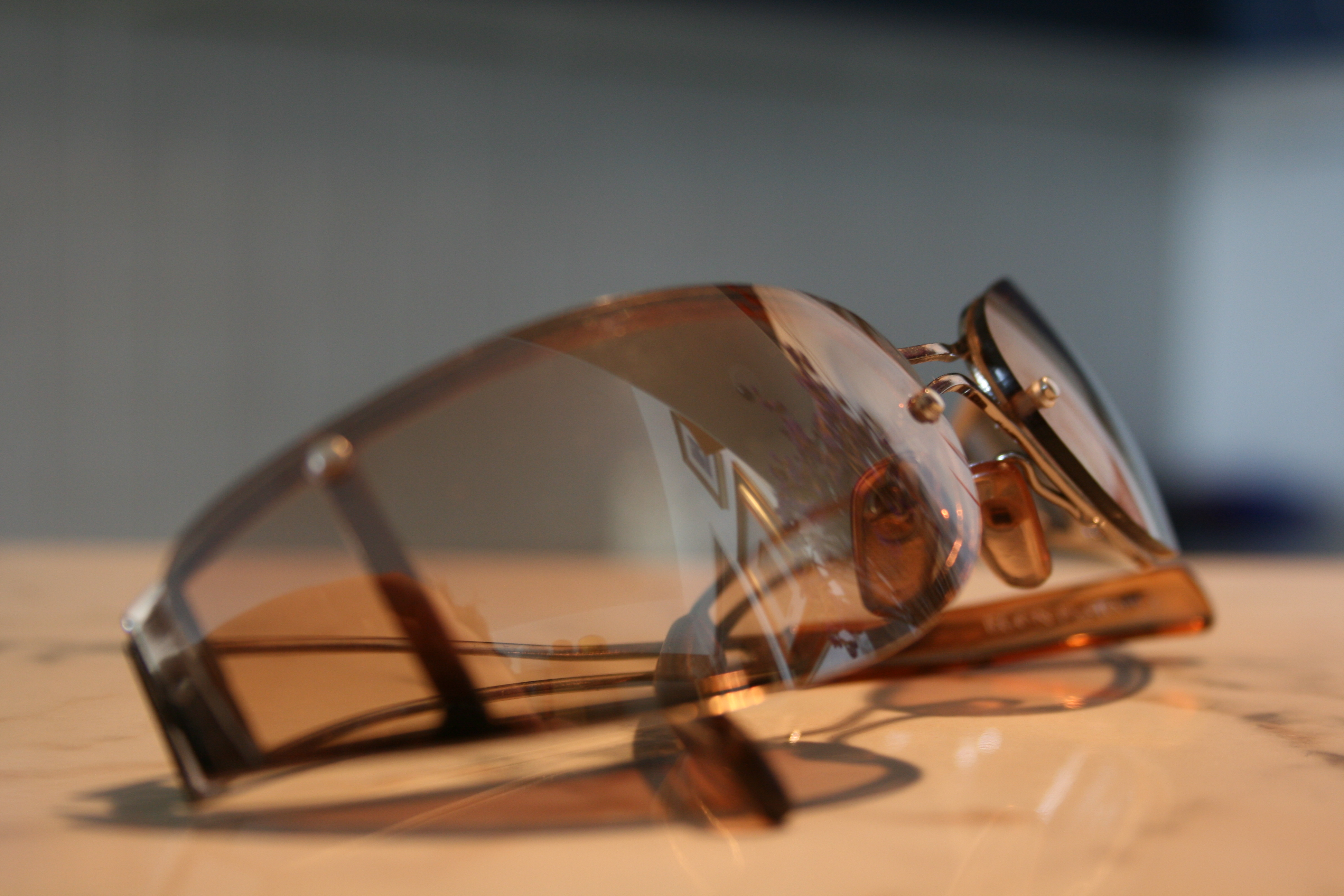
ラップアラウンド型

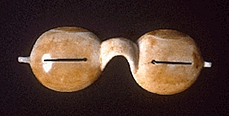
エスキモーのゴーグル

度つきサングラス
レンズに屈折度がある視力矯正機能を併せ持つサングラス。全てのサングラスを度つきにできるわけではない。レンズ交換を想定していない構造のサングラスは作業上度つきにできないし、レンズに極端な角度がついているものは度つきにすると見え方に問題を生じる。また、左右のレンズを同時に製造しなければレンズの色が左右で合わなくなるため、度付きサングラスのレンズは注文生産である。即日仕上げを謳う眼鏡店でも度つきサングラスについては納期がかかる。

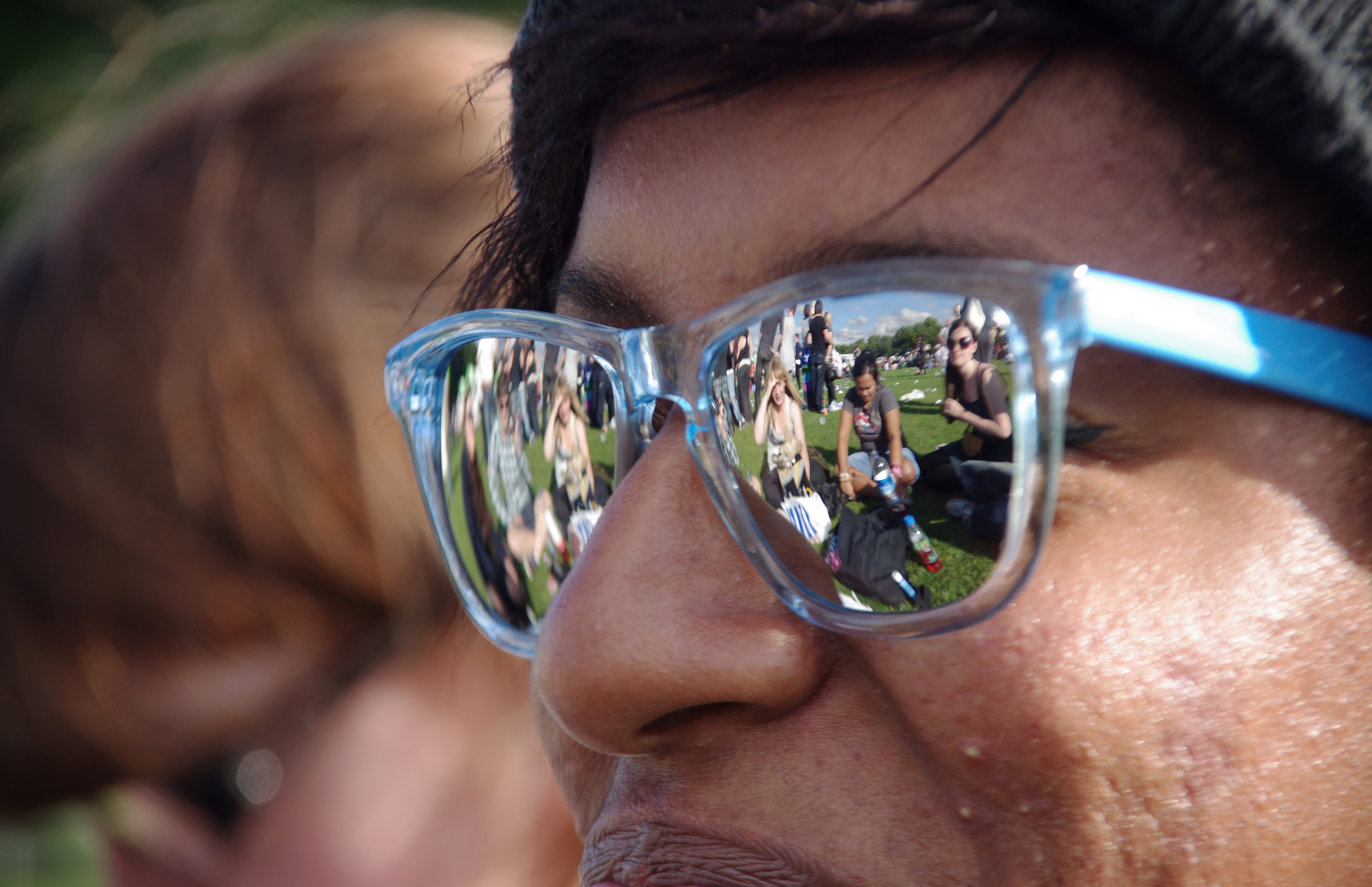
ミラーグラス

マジックミラーを使い、透過光以外を反射させるサングラス。
調光サングラス
光によって濃度が変わる調光(フォトクロミック)レンズを使ったもの。明るい場合レンズ色の濃度が増して眩しさを押さえ、暗くなればほぼ透明になるのでサングラスをかけ外しする手間が省ける。多くの調光レンズは紫外線に反応して濃度が変わる。1987年以降の自動車の前面ガラスは特に紫外線カットを謳っていなくても事故時の飛散防止の副作用として紫外線カットされているので、紫外線反応タイプの調光レンズは運転時の防眩用としては不向きである。このような欠点に対処するため、可視光線に反応するタイプの調光レンズも出てきている。調光レンズの調光性能は経年劣化する。2年ほどでほとんど調光しなくなってしまうものもある。
ラップアラウンド型（ラップ型）

顔を覆うように、横幅が広く顔面に沿って曲がっているサングラス。幅広のレンズ（通常プラスチック製）を使ったものと、左右に不透明のカバーを伸ばしたものとがある。横から光が入り込まないようにすることでレンズ裏に斜め後方の風景や自分の顔が映りこみ視界を妨げるのを防ぐ効果や、正面からだけでなく横からも目元を隠す効果がある。
エスキモーのスノーゴーグル

半透明の素材を使うかわりに、木の板に細長い覗き孔を空けている。雪目を防止する目的で使われる。遮光器とも呼ばれる。
オーバーグラス
眼鏡着用者が眼鏡の上から掛ける、保護眼鏡風の大型のサングラス。
パソコン用眼鏡(PCメガネ)
パソコンや携帯電話などの液晶ディスプレイからの光には、ブルーライトが多く含まれる。これは本来昼間の太陽光に含まれるもので、夜間にこれを浴びると脳が昼間と勘違いし、睡眠障害の原因になるとされる。さらにはブルーライトにより目が疲れるとする主張もある。その目の疲れを軽減させる目的で、ブルーライトだけを反射もしくは吸収するレンズを採用したサングラスがある。ただし、日本眼科医会は2021年4月、睡眠障害の防止については効果を期待できる可能性があるとしながらも、それ以外の効果は期待できないとし、さらに小児にブルーライトカット眼鏡を装用させては自然のままの太陽光を浴びる機会を奪い近視進行のリスクを高めるとして、小児の装用に対して慎重意見を表明した。米国眼科学会も、ブルーライトが眼に悪いとする科学的根拠はなく、ブルーライトカット眼鏡の使用を推奨しないとしている。
天体望遠鏡用サングラス
天体望遠鏡の接眼レンズとして太陽や日食の観測に使われたサングラス。長時間見続けるとレンズの破損のおそれがあるため、安全面の配慮から現在は製造されておらず、減光用のNDフィルターが用いられている。
スマートグラス
ヘッドマウントディスプレイ(HMD)方式の拡張現実ウェアラブルコンピュータ。中華人民共和国の警察では個人を識別する人工知能と連動させたタイプが使われている。

## 有名なメーカー
- レイバン - 紫外線カットのサングラスで知られるブランド。
- ペルソール - 世界で初めて強化ガラス（Temperred lens)やUVカットレンズを採用した。
- オークリー
- 山本光学 - 1911年創業。スワンズブランドで光学レンズ、サングラスを生産、販売している。

## サングラスにまつわる逸話
- 各国の政治家の報道写真や映像において、その人物に「独裁者」といったネガティブなイメージを加えて伝えられる際に、サングラス姿である場合が多い（チトー、朴正煕、ピノチェト、パーレビ、サッダーム・フセイン、金正日、プーチン、カダフィ、ムガベ等）。またヤルゼルスキがサングラスを着用していたのは視覚障害のためであったが、1981年に戒厳令を敷いた際にはサングラス姿の写真・映像が同様の意図で用いられた。
- シークレットサービスなどの警護官は、警護対象者が浴びるマスコミのカメラによるフラッシュや日光によって目を眩ますことのないように、しばしば着用する。なお、シークレットサービスといえば都市伝説のメン・イン・ブラックのもとになった「スーツにサングラス」のイメージが一般的だが、シークレットサービスによる公式のFAQでは、いつもサングラスを掛けているわけではない、との説明がなされている。
- 野球選手が屋外球場のデーゲームの守備時に太陽の眩しさで捕球に支障を来さないように着用することも多い。こちらはアイウェアとも呼ばれる。スポーツモデルなので非常に軽い上、激しい動きをしても落ちにくいようになっている。
- 『週刊大衆』1968年4月11日号の記事に「季節はずれのサングラス族は、アンマ（マッサージ師）かヤクザか芸能人との例えがあるが、最近ではそれにプロ野球選手も一枚加わるようだ」との記述が見られる[15]。
- 公の場で常にサングラス姿の著名人も多い。有名なところではタモリ、浜田省吾、鈴木雅之、井上陽水、桜井賢（THE ALFEE）、サンプラザ中野くん、Chage、スガシカオ、松本孝弘（B'z）、EXILE ATSUSHI、村上てつや（ゴスペラーズ）、黒田俊介（コブクロ）、横山剣（クレイジーケンバンド）、m-flo（VERBAL、☆Taku Takahashi）、DJ KOO（trf）、Toshl（X JAPAN）などが挙げられる。彼らの場合、ファッションではなく、ある種のキャラクター・アイテムとして着用していると言える。多くの著名人は既存ブランドのサングラスだが、哀川翔や白竜など自らサングラスをデザイン、ブランド化し、テレビや映画で着用するケースもある。タモリやピーコ、大内順子などのように、視力障害を理由にかける場合もある。
- 東京都江東区豊洲にあるセブンイレブン1号店で最初に売れた商品は800円のサングラスだった。